# Becadell de la puna
El becadell de la puna (Gallinago andina) és una espècie d'ocell de la família dels escolopàcids (Scolopacidae) que habita vores baixes de rius a l'altiplà andí, des del nord del Perú, cap al sud, a través de l'oest de Bolívia fins al nord de Xile i zona limítrofa de l'Argentina.